# Blanca Rodríguez (actriz)
Blanca Rodríguez (n. Las Palmas de Gran Canaria, 1962) es una actriz española principalmente conocida por su papel de Elisa en la serie El pueblo de Telecinco y Amazon Prime Video.

## Biografía
Blanca Rodríguez lleva más de tres décadas vinculada a las artes escénicas. Estudió arte dramático en el prestigioso Laboratorio de Teatro de William Layton, así como en el Estudio de Cristina Rota, en Madrid. Allí conectó con la profesión a nivel nacional, ampliando su carrera en el cine y la televisión. Su carrera se ha desarrollado tanto en cine y televisión como en teatro. La actriz también ha colaborado en importantes producciones cinematográficas como Seis puntos sobre Emma, dirigida por el canario Roberto Pérez Toledo, Del lado del verano, de Antonia San Juan, o La Caja.
En teatro destacan sus papeles en Don Juan Tenorio, obra que se hace por las calles de Vegueta en la que ha participado en cuatro ocasiones; Las histéricas somos lo máximo; Soy lo prohibido; La mosca detrás de la oreja; Divorciadas, evangélicas y vegetarianas o El cerco de Leningrado, obra con la que ganó el Premio a la mejor interpretación en el Festival de Teatro de Haro en La Rioja.

## Filmografía

### Cine y televisión
- 2020 - Señoras del (h)AMPA, como Testigo de atraco
- 2019-2020 - El pueblo, como Elisa Jiménez
- 2017 - Sol a cantaros, de Dani de la Orden.
- 2016 - El último Traje, de Pablo Solarz.
- 2015 -  Felices 140 dirigida por Gracia Querejeta, como Amalia
- 2015 - Paisaje de otoño de Felix Viscarret.
- 2015 - La que se avecina. Cap 8. Temporada 8 como Compañera de terapia de Maite
- 2013 - Tiempo sin aire de Samuel Martín Mateos y Andrés Luque
- 2012 - Del lado del verano película dirigida por Antonia San Juan, como Carmen
- 2011 - Seis puntos sobre Emma dirigida por Roberto Pérez Toledo, como Reina
- 2007 - Que parezca un accidente dirigida por Gerardo Herrero.
- 2006 - Catalina de Mario Iglesias.
- 2006 - La caja de Juan Carlos Falcó.
- 2004 - Mela y sus hermanas dirigido por Antonia San Juan.
- 1999 - Ángel de Pablo Cantos (corto).
- 1998 - Ruleta de Roberto Santiago, (corto)
- 1997 - You look tu look de Juan Carlos Falcón (corto)
- 1996 - La raya de Andrés M. Koppel.
- 1996 - A tiro limpio de Jesús Mora.
- 1989 - El baile del pato de Manuel Iborra.

### Teatro
- 2010 - "Ponte en lo peor" de Yolanda García Serrano, dirigida por Quino Falero.
- 2009 - "Divorciadas evangélicas y vegetarianas", de Gustavo Ott, producida y dirigida por “Profetas de mueble-bar".
- 2008 - "El cerco de Leningrado", dirección de Rafael Rodríguez.
- 2005-2006-2007 - "Don Juan Tenorio", dirección de Natalia Menéndez.
- 2005 - "Casa de muñecas" de H. Ibsen. dirección de Tony Suarez.
- 2005 - "El quinto reflejo" dirigido por Miguel Vaylon.
- 2003 - “Boeing-boeing” de Marc Canmoletti, dirección de Severiano García.
- 2002 - “La noche de Sabina” de Ignacio del Moral.
- 2002 - “Tengamos el sexo en paz” de Dario Fo y Franca Rame, dirigida por Jesús Cracio.
- 2002 - “Longina emigrante en la habana”
- 2001 - “La mosca detrás de la oreja” de Georges Feydeau, dirección de Eduardo Bazo.
- 2000 - “El mágico prodigioso” de Pedro Calderón de la Barca, dirigido por Daniel Bohr.
- 1999 - "Secreto profesional" escrita y dirigida por Israel Reyes.
- 1996 - “Soy lo prohibido”, dirigida por Israel Reyes y Quino Falero.

## Premios Goya
La actriz fue candidata a mejor actriz revelación en los Goya del año 2013 por su papel en la película Del lado del verano.